# Dendropaemon fractipes
Dendropaemon fractipes là một loài bọ cánh cứng trong họ Bọ hung (Scarabaeidae).